# Фейндуно, Паскаль
Паска́ль Фейндуно́ (фр. Pascal Feindouno; род. 27 февраля 1981[…], Конакри) — гвинейский футболист, полузащитник. С 1999 по 2012 год выступал за национальную сборную Гвинеи и провёл 65 матчей, забив 26 мячей.
Кроме Паскаля, в семье Фейндуно 3 брата и сестра. Все братья — футболисты с 8-летнего возраста. Леонар и Бенжамен выступали в 4-й лиге французского чемпионата. Симон выступал за «Ланс», с 2007 года защищает цвета клуба 3-й лиги чемпионата Франции «Истр».

## Биография

### Клубная карьера
Паскаль Фейндуно профессиональную карьеру начинал в клубах родного Конакри — «Ирондель де Гвине» и «КИК», за которые играл в период с 1994 по 1997 год. В 1998 году заключил контракт с «Бордо», где провел 3 сезона, сыграл 28 матчей и забил 8 мячей.
Сезон 2001/02 провёл в клубе «Лорьян». Затем на 2 сезона вернулся в «Бордо», где отыграл за основной состав 66 игр и забил 9 голов. В составе «Бордо» участвовал в Лиге чемпионов и Кубке УЕФА. Наивысшее достижение — 1/4 финала сезона 2003/04.
В 2004 году подписал контракт с «Сент-Этьеном». Несмотря на интерес со стороны английского «Ливерпуля» и шотландского «Глазго Рейнджерс», Паскаль Фейндуно в июле 2007 года продлил контракт с «Сент-Этьеном» до 2011 года.
24 сентября 2008 года был продан за 7 миллионов евро в катарский клуб «Ас-Садд». Контракт рассчитан на 4 года. В сезоне 2008/09 стал третьим по результативности игроком команды. 11 августа 2009 года был отдан в аренду клубу «Эр-Райян» — бронзовому призёру сезона 2008/09.

### Карьера в сборной
За сборную Гвинеи выступает с 2001 года. Четвертьфиналист Кубка африканских наций 2004, 2006 и 2008 годов.

## Достижения
- Чемпион Франции: 1998/99
- Обладатель Кубка Франции: 2001/02
- Финалист Кубка французской лиги: 2001/02
- Серебряный призёр чемпионата Катара: 2008/09